# ODTÜ Falcons
Gli ODTÜ Falcons sono la squadra di football americano dell'Università Tecnica del Medio Oriente di Ankara, in Turchia, fondata nel 1996.

## Dettaglio stagioni

### Tornei nazionali

#### Campionato

##### TAFK/1. Lig
| Stagione | regular season | regular season | regular season | regular season | regular season | regular season | playoff | playoff | playoff | playoff | playoff | playoff    | playoff             |
|          | Vin            | Par            | Per            | Tot            | PF             | PS             | Vin     | Per     | Tot     | PF      | PS      | risultato  | avversaria          |
| -------- | -------------- | -------------- | -------------- | -------------- | -------------- | -------------- | ------- | ------- | ------- | ------- | ------- | ---------- | ------------------- |
| 2001     | 2              | 0              | 2              | 4              | 58             | 85             | -       | -       | -       | -       | -       | -          | -                   |
| 2009-10  | 4              | 0              | 3              | 7              | 136            | 131            | 1       | 1       | 2       | 38      | 49      | Semifinale | Istanbul Cavaliers  |
| 2011-12  | 6              | 0              | 1              | 7              | 222            | 76             | 0       | 1       | 1       | 0       | 12      | Semifinale | Hacettepe Red Deers |
| 2012-13  | 5              | 0              | 2              | 7              | 189            | 124            | 0       | 1       | 1       | 23      | 39      | Finale     | Boğaziçi Sultans    |
| 2013-14  | 3              | 0              | 4              | 7              | 105            | 127            | -       | -       | -       | -       | -       | -          | -                   |
| 2014-15  | 4              | 0              | 3              | 7              | 86             | 82             | -       | -       | -       | -       | -       | -          | -                   |
| 2016     | 2              | 0              | 4              | 6              | 84             | 112            | -       | -       | -       | -       | -       | -          | -                   |
| 2017     | 2              | 0              | 5              | 7              | 78             | 220            | -       | -       | -       | -       | -       | -          | -                   |
| 2018     | 6              | 0              | 1              | 7              | 121            | 135            | 0       | 1       | 1       | 26      | 33      | Semifinale | Boğaziçi Sultans    |
| 2019     | 5              | 0              | 2              | 7              | 175            | 96             | 1       | 1       | 2       | 47      | 55      | Finale     | Koç Rams            |
| 2020     | 1              | 0              | 0              | 1              | 35             | 0              | -       | -       | -       | -       | -       | -          | -                   |
| 2022     | 3              | 0              | 4              | 7              | 116            | 127            | -       | -       | -       | -       | -       | -          | -                   |
| 2023     | 4              | 0              | 3              | 7              | 113            | 114            | 0       | 1       | 1       | 7       | 21      | Semifinale | Koç Rams            |
| 2024     | 4              | 0              | 3              | 7              | 124            | 110            | 0       | 1       | 1       | 19      | 30      | Semifinale | İzmir Halcyons      |
| Totale   | 51             | 0              | 37             | 88             | 1642           | 1539           | 2       | 7       | 9       | 160     | 239     |            |                     |

Fonti: Enciclopedia del Football - A cura di Massimo Mezzetti

### Tornei internazionali

#### EFAF Challenge Cup
| Stagione | regular season | regular season | regular season | regular season | regular season | regular season | playoff | playoff | playoff | playoff | playoff | playoff   | playoff    |
|          | Vin            | Par            | Per            | Tot            | PF             | PS             | Vin     | Per     | Tot     | PF      | PS      | risultato | avversaria |
| -------- | -------------- | -------------- | -------------- | -------------- | -------------- | -------------- | ------- | ------- | ------- | ------- | ------- | --------- | ---------- |
| 2010     | 0              | 0              | 2              | 2              | 7              | 63             | -       | -       | -       | -       | -       | -         | -          |
| Totale   | 0              | 0              | 2              | 2              | 7              | 63             | -       | -       | -       | -       | -       |           |            |

Fonti: Enciclopedia del Football - A cura di Massimo Mezzetti

### Riepilogo fasi finali disputate
| Anno             | Luogo  | Evento | Fase del torneo | Incontro                           | Risultato |
| 2 maggio 2010    |        | 1. Lig | Semifinale      | Istanbul Cavaliers - ODTÜ Falcons  | 43 - 14   |
| 13 maggio 2012   |        | 1. Lig | Semifinale      | ODTÜ Falcons - Hacettepe Red Deers | 0 - 12    |
| giugno 2013      |        | 1. Lig | Finale          | Boğaziçi Sultans - ODTÜ Falcons    | 39 - 23   |
| 3 giugno 2018    |        | 1. Lig | Semifinale      | ODTÜ Falcons - Boğaziçi Sultans    | 26 - 33   |
| 14 luglio 2019   |        | 1. Lig | Finale          | Koç Rams - ODTÜ Falcons            | 29 - 19   |
| 9 settembre 2023 |        | 1. Lig | Semifinale      | Koç Rams - ODTÜ Falcons            | 21 - 7    |
| 26 maggio 2024   | Smirne | 1. Lig | Semifinale      | İzmir Halcyons - ODTÜ Falcons      | 30 - 19   |